# Ongoing Strategy Investments
Ongoing Strategy Investments SGPS, S.A. steht für eine private Investorengruppe in Portugal.

## Geschichte
Ihren Ursprung hat die Gruppe im 19. Jahrhundert in einem Unternehmen der Wasch- und Reinigungsmittelbranche, der „Sociedade Nacional de Sabões Ltda.“ (SNS), der Familie Rocha dos Santos. Nach der Nelkenrevolution 1974 avancierte es zum größten privaten Konglomerat Portugals, mit Aktivitäten in der Chemieindustrie, Agrochemie, Lebensmittelindustrie, Werbung, Medien und Finanzmarkt. 1991 verkaufte die SNS das Waschmittel- und Reinigungsgeschäft sowie Teile des Kosmetikgeschäfts an Henkel.
Das Unternehmen wurde 2004 von Nuno Rocha dos Santos de Almeida e Vasconcellos gegründet, um die Investitionen der Familie zu organisieren und professionalisieren mit einem Fokus auf Aktivitäten in Portugal und den portugiesischsprachigen Ländern. Nuno Vasconcellos ist der Sohn von Luís Vasconcellos († 2009) – neben Francisco Pinto Balsemão einer der Gründer der Zeitung Expresso und Miteigentümer der Medien-Gruppe Impresa. Seine ist Mutter Isabel Rocha dos Santos, Hauptaktionärin der Ongoing, war das einzige Kind des Gründers der SNS João Rocha dos Santos.
Seitdem richtet sich die Ongoing-Gruppe neu aus und der Branchenfokus fiel auf Telekommunikation, Medien und Technologie, Energie und Infrastruktur, sowie finanzielle Dienstleistungen und Immobilien. Strategische Beteiligungen existieren aktuell bei Portugal Telecom und der Espírito Santo Financial Group, finanzielle Beteiligungen bei der Firma Impresa, zu denen der portugiesische TV-Sender SIC und die Zeitung Expresso gehören sowie ZON Multimédia. In vollständigem Besitz der Gruppe sind die Wirtschaftszeitungen Diário Económico (Portugal), Brasil Econômico (Brasilien) sowie die Unternehmen Mobbit Systems und CTN.
Geografische Schwerpunkte sind Portugal, Portugiesisch sprechende Volkswirtschaften wie Brasilien, Angola und Mosambik. Die Gruppe ist auf die Entwicklung einer Multimedia-Plattform für die Erstellung, Produktion und Distribution von Inhalten und Diensten für einen potenziellen globalen Markt von 250 Millionen Kunden orientiert. Das Ziel der Gruppe ist, ein Netz von strategischen Partnern zu etablieren, um langfristig weltweit zu operieren.
Im März 2010 hat die portugiesische Wettbewerbsbehörde ein Angebot der Ongoing-Gruppe, eine 35-Prozent-Beteiligung an Media Capital aus der spanischen Mediengruppe PRISA zu kaufen, blockiert. Media Capital ist die größte portugiesische Mediengruppe. Sie besitzt den meistgesehenen Fernsehsender TVI, ebenso die Produktionsfirma Plural. Das im September 2009 von Prisa angekündigte Geschäft hätte Ongoing einen 30-Prozent-Anteil bei der mit 5 Milliarden Euro hochverschuldeten Prisa ermöglicht und wurde auf ca. 135.000.000 € (181.300.000 $) geschätzt.